# 実録忠臣蔵
『実録忠臣蔵』（じつろくちゅうしんぐら）は、1921年（大正10年）製作・公開、牧野省三監督による日本のサイレント映画、剣戟映画である。同年6月、牧野は日活から独立して牧野教育映画製作所を設立、翌1922年（大正11年）、同社でセルフリメイクしている。⇒ #1922年版
その後、本作で尾上松三郎名義で出演した池田富保監督が、1926年（大正15年）に再び尾上松之助を主演とした全三部の『実録忠臣蔵 天の巻・地の巻・人の巻』を制作し、大ヒットとなった（こちらは一部ではあるがパテベビー版が現存する）。
1928年（昭和3年）には、「実録忠臣蔵」の決定版『忠魂義烈 実録忠臣蔵』として、牧野は2度目のセルフリメイクをした。

## 略歴・概要
牧野省三は、1910年（明治43年）、日活の前身の一社である横田商会で尾上松之助を主演に『忠臣蔵』を監督し、以来、数度にわたって『忠臣蔵』をテーマに作品を生み出したが、本作を従来と差別化し、「実録」と銘打ったのは、演出のリアリティを打ち出したからである。
本作に脇役・端役で出演した市川鬼久十郎はのちの市川花紅、市川鬼久丸はのちの阪東太郎、市川百々太郎はのちの尾上華丈、牧野正唯はのちのマキノ雅弘である。
本作は、牧野の独立の直前に製作・公開されたが、同年6月に「教育映画しかつくらない」という約束で独立した。同年11月には、横浜の大正活映から井上金太郎、内田吐夢、二川文太郎、渡辺篤、江川宇礼雄、岡田時彦、鈴木すみ子ら若手俳優を受け入れた。つぎに牧野は、彼らを出演させて、リメイクを製作した。⇒ #1922年版
オリジナル及びリメイク版は共に現存していないとみられる。牧野による二度目のリメイク『忠魂義烈 実録忠臣蔵』も、制作時の火災・戦災などの不運に見舞われた結果、戦後の再編集版しか現存していない。

## スタッフ・作品データ
- 監督・脚本 : 牧野省三
- 製作 : 日活京都撮影所
- 上映時間 : 15巻
- フォーマット : 白黒映画 - スタンダードサイズ（1.33:1） - サイレント映画
- 初回興行 : 浅草・富士館

## キャスト
- 大石内蔵之助 - 尾上松之助
- 浅野内匠頭・小林平八郎 - 中村扇太郎
- 立花左近 - 市川姉蔵
- 寺坂吉右衛門 - 實川延一郎
- 片岡源五右衛門 - 嵐橘楽
- 吉良上野介 - 市川寿美之丞
- 大石主税 - 片岡松燕
- 浮橋太夫・苅藻太夫 - 片岡長正
- 瑤泉院・菅谷半之丞[注釈 3] - 市川家久蔵
- 大石母千寿院・柳原大納言 - 嵐栄次郎
- 脇坂淡路守・華岳寺良雪 - 片岡市太郎
- 矢頭右衛門七 - 尾上蝶次郎
- 原惣右衛門 - 市川鬼久十郎
- 竹林唯七 - 大谷鬼若
- 堀部弥兵衛 - 嵐佳昇
- 神崎与五郎 - 片岡市童
- 間重次郎 - 中村仙昇
- 富森助右衛門 - 嵐秀之助
- 磯貝十郎左衛門・腰元早百合[注釈 4] - 市川鬼久丸
- 堀部安兵衛 - 嵐冠三郎
- 赤垣源蔵・伊達左京亮 - 嵐亀三郎
- 田村右京亮 - 片岡長松郎
- 大野九郎兵衛 - 阪東巴左衛門
- 服部市郎右衛門 - 実川芦若
- 村上喜剣 - 嵐珏松郎
- 安井彦右衛門 - 尾上卯多五郎
- 清水一角 - 中村仙之助
- 戸田局 - 中村歌枝
- 潮田又之丞 - 市川百々太郎
- 吉田忠左衛門 - 中村雀芝
- 大石妻お石 - 尾上多摩之丞
- そば屋〆助 - 市川芝喜蔵
- 伜与太九呂 - 尾上松三郎
- 中村駒梅
- 牧野正唯

## 1922年版
『実録忠臣蔵』は、1922年（大正11年）製作・公開、牧野省三監督による日本のサイレント映画、剣戟映画である。前年に日活京都撮影所が製作した作品のセルフリメイクである。牧野が前年に設立した牧野教育映画製作所の製作である。本作に出演する内田吐夢は、まだ俳優であり、映画監督にはなっていない。
製作を中止し配給会社となった大正活映が配給した。本作を試写会で観たまだ無名の寿々喜多呂九平が、東京を離れて京都入りし、牧野の門を叩いた。

### スタッフ・作品データ
- 監督・脚本 : 牧野省三
- 原作 : 渡辺霞亭
- 撮影 : 田中出羽
- 製作 : 牧野教育映画製作所
- 上映時間 : 13巻
- フォーマット : 白黒映画 - スタンダードサイズ（1.33:1） - サイレント映画
- 初回興行 : 有楽町・有楽座

### キャスト
- 大石内蔵之助 - 阪東彦蔵
- 浅野内匠守 - 嵐璃昇
- 吉良上野介 - 尾上幸十郎
- 立花左近、大石妻りく - 片岡市太郎
- そば屋伜、寺坂吉右衛門、清水一角 - 嵐冠三郎
- 武林唯七 - 市川芦若
- 大野九郎兵衛 - 中村駒枝
- 片岡源五右衛門、そば屋の親父 - 市川鬼久十郎
- 浮橋太夫 - 花柳紫紅
- 大石主税 - 市川鬼九郎
- 脇坂淡路守、大高源吾 - 内田吐夢
- 牧野正唯